# Z wagą
Z wagą – seria wydawnicza Wydawnictwa W.A.B.
Seria obejmuje eseje dotyczące problemów współczesności i sięgające w odległą przeszłość, rozprawy filozoficzne i historyczne, dzieła poświęcone socjologii, religii, teorii i historii kultury, prace interdyscyplinarne. Wydawane są w niej dzieła zarówno polskich, jak i zagranicznych autorów.
W serii ukazuje się sześć tytułów rocznie. Książki wydrukowane w oprawie twardej w formacie: 14,5 x 20,5 cm lub 16 x 24 cm.

## Wydane dzieła w serii
- Drewermann, Eugen. Droga serca. Warszawa: Wydawnictwo W.A.B., 1995. ISBN 83-85554-34-3.
- Ruffié, Jacques. Historia epidemii. Od dżumy do AIDS. Warszawa: Wydawnictwo W.A.B., 1996. ISBN 83-87021-08-3.
- Drewermann, Eugen. Istotnego nie widać. Rzecz o Małym Księciu. Warszawa: Wydawnictwo W.A.B., 1996. ISBN 83-85554-87-4.
- Bernard, Jean. Nadzieje medycyny. Warszawa: Wydawnictwo W.A.B., 1997. ISBN 83-87021-09-1.
- Cyrulnik, Boris. Anatomia uczuć. Warszawa: Wydawnictwo W.A.B., 1997. ISBN 83-86821-25-6.
- Ruffié, Jacques. Seks i śmierć. Warszawa: Wydawnictwo W.A.B., 1997. ISBN 83-87021-26-1.
- Vigarello, Georges. Czystość i brud. Higiena ciała od średniowiecza do XX wieku. Warszawa: Wydawnictwo W.A.B., 1998. ISBN 83-85554-88-2.
- Zeldin, Theodore. Intymna historia ludzkości. Warszawa: Wydawnictwo W.A.B., 1998. ISBN 83-87021-37-7.
- Bieńkowska, Ewa. Spór o dziedzictwo europejskie. Między świętym i świeckim. Warszawa: Wydawnictwo W.A.B., 1998. ISBN 83-87021-80-6.
- Kuryluk, Ewa. Wiedeńska apokalipsa. Eseje o kulturze austriackiej XX wieku. Warszawa: Wydawnictwo W.A.B., 1999. ISBN 83-87021-95-4.
- Czerwiński, Marcin. Pytając o cywilizację. Warszawa: Wydawnictwo W.A.B., 2000. ISBN 83-88221-14-0.
- Kierkegaard, Søren. Powtórzenie. Przedmowy. Warszawa: Wydawnictwo W.A.B., 2000. ISBN 83-88221-42-6.
- Jedlicki, Jerzy. Jakiej cywilizacji Polacy potrzebują. Studia z dziejów idei i wyobraźni XIX wieku. Warszawa: Wydawnictwo W.A.B., 2002. ISBN 83-88221-53-1.
- Grmek, Mirko. Historia chorób u zarania cywilizacji zachodniej. Warszawa: Wydawnictwo W.A.B., 2002. ISBN 83-87021-93-8.
- Pollakówna, Joanna. Weneckie tęsknoty. O malarstwie i malarzach renesansu. Warszawa: Wydawnictwo W.A.B., 2003. ISBN 83-89291-17-7.
- Szpakowska, Małgorzata. Chcieć i mieć. Samowiedza obyczajowa w Polsce czasu przemian. Warszawa: Wydawnictwo W.A.B., 2003. ISBN 83-89291-30-4.
- Dunin, Kinga. Czytając Polskę. Literatura polska po roku 1989 wobec dylematów nowoczesności. Warszawa: Wydawnictwo W.A.B., 2004. ISBN 83-89291-95-9.
- Lustiger, Arno. Czerwona księga. Stalin i Żydzi. Tragiczna historia Żydowskiego Komitetu Antyfaszystowskiego i radzieckich Żydów. Warszawa: Wydawnictwo W.A.B., 2004. ISBN 83-7414-028-3.
- Kertész, Imre. Język na wygnaniu. Warszawa: Wydawnictwo W.A.B., 2004. ISBN 83-7414-048-8.
- Kertzer, David. Papieże a Żydzi. O roli Watykanu w rozwoju współczesnego antysemityzmu. Warszawa: Wydawnictwo W.A.B., 2005. ISBN 83-7414-075-5.
- Armstrong, Karen. W imię Boga. Fundamentalizm w judaizmie, chrześcijaństwie i islamie. Warszawa: Wydawnictwo W.A.B., 2005. ISBN 83-7414-063-1.
- Hardt, Michael, Negri, Antonio. Imperium. Warszawa: Wydawnictwo W.A.B., 2005. ISBN 83-7414-130-1.
- van Boxsel, Matthijs. Encyklopedia głupoty. Warszawa: Wydawnictwo W.A.B., 2005. ISBN 83-7414-033-X.
- Ifrah, Georges. Historia powszechna cyfr. T. 1 i 2. Warszawa: Wydawnictwo W.A.B., 2006. ISBN 83-7414-037-2.
- Kertész, Imre. Dziennik galernika. Warszawa: Wydawnictwo W.A.B., 2006. ISBN 83-7414-189-1 ISBN 978-83-7414-189-5.
- Davenport-Hines, Richard. Odurzeni. Historia narkotyków 1500-2000. Warszawa: Wydawnictwo W.A.B., 2006. ISBN 83-7414-213-8 ISBN 978-83-7414-213-7.
- Janion, Maria. Żyjąc tracimy życie. Niepokojące tematy egzystencji. Warszawa: Wydawnictwo W.A.B., 2007. ISBN 978-83-88221-74-3.
- Kelly, Stuart. Księga ksiąg utraconych. Warszawa: Wydawnictwo W.A.B., 2008. ISBN 978-83-7414-393-6.
- Negri, Antonio. Goodbye Mr Socialism. Warszawa: Wydawnictwo W.A.B., 2008. ISBN 978-83-7414-417-9.
- Szpakowska, Małgorzata. Obyczaje polskie. Wiek XX w krótkich hasłach. Warszawa: Wydawnictwo W.A.B., 2008. ISBN 978-83-7414-474-2.
- Matywiecki, Piotr. Twarz Tuwima. Warszawa: Wydawnictwo W.A.B., 2008. ISBN 978-83-7414-041-6.
- Eco, Umberto. Dzieło otwarte. Forma i nieokreśloność w poetykach współczesnych. Warszawa: Wydawnictwo W.A.B., 2008. ISBN 978-83-7414-484-1.
- Iwasiów, Inga. Gender dla średnio zaawansowanych. Warszawa: Wydawnictwo W.A.B., 2008. ISBN 978-83-7414-540-4.
- Tokarska-Bakir, Joanna. Legendy o krwi. Antropologia przesądu. Warszawa: Wydawnictwo W.A.B., 2008. ISBN 978-83-7414-022-5.
- Toussaint-Samat, Maguelonne. Historia naturalna i moralna jedzenia. Warszawa: Wydawnictwo W.A.B., 2008. ISBN 978-83-88221-32-3.
- Rorty, Richard. Przygodność, ironia i solidarność. Warszawa: Wydawnictwo W.A.B., 2009. ISBN 978-83-7414-591-6.
- Janion, Maria. Bohater, spisek, śmierć. Wykłady żydowskie. Warszawa: Wydawnictwo W.A.B., 2009. ISBN 978-83-7414-268-7.
- Sobolewska, Anna. Mapy duchowe współczesności. Co nam zostało z Nowej Ery?. Warszawa: Wydawnictwo W.A.B., 2009. ISBN 978-83-7414-346-2.
- Czapliński, Przemysław. Polska do wymiany. Późna nowoczesność i nasze wielkie narracje. Warszawa: Wydawnictwo W.A.B., 2009. ISBN 978-83-7414-508-4.
- Klein, Stefan. Czas. Przewodnik użytkownika. Warszawa: Wydawnictwo W.A.B., 2009. ISBN 978-83-7414-624-1.
- Mikołejko, Zbigniew. W świecie wszechmogącym. O przemocy, śmierci i Bogu. Warszawa: Wydawnictwo W.A.B., 2009. ISBN 978-83-7414-563-3.
- Storr, Anthony. Kolosy na glinianych nogach. Studium guru. Warszawa: Wydawnictwo W.A.B., 2009. ISBN 978-83-7414-651-7.
- Lilla, Mark. Bezsilny Bóg. Religia, polityka i nowoczesny Zachód. Warszawa: Wydawnictwo W.A.B., 2009. ISBN 978-83-7414-679-1.
- Sédillot, René. Moralna i niemoralna historia pieniądza. Warszawa: Wydawnictwo W.A.B., 2010. ISBN 978-83-7414-718-7.
- Storr, Anthony. Samotność. Powrót do jaźni. Warszawa: Wydawnictwo W.A.B., 2010. ISBN 978-83-7414-768-2.
- Eco, Umberto. Apokaliptycy i dostosowani. Komunikacja masowa a teorie kultury masowej. Warszawa: Wydawnictwo W.A.B., 2010. ISBN 978-83-7414-772-9.
- Agamben, Giorgio. Nagość. Warszawa: Wydawnictwo W.A.B., 2010. ISBN 978-83-7414-679-1 ISBN 978-83-7414-784-2.
- Bartoś, Tadeusz. Koniec prawdy absolutnej. Tomasz z Akwinu w epoce późnej nowoczesności. Warszawa: Wydawnictwo W.A.B., 2010. ISBN 978-83-7414-808-5.
- Carrière, Jean-Claude, Eco, Umberto. Nie myśl, że książki znikną. Warszawa: Wydawnictwo W.A.B., 2010. ISBN 978-83-7414-870-2.
- Mikołejko, Zbigniew. Żywoty świętych poprawione. Warszawa: Wydawnictwo W.A.B., 2010. ISBN 978-83-7414-889-4.
- Bettelheim, Bruno. Cudowne i pożyteczne. O znaczeniach i wartościach baśni. Warszawa: Wydawnictwo W.A.B., 2010. ISBN 978-83-7414-890-0.
- Obirek, Stanisław. Umysł wyzwolony. W poszukiwaniu dojrzałego katolicyzmu. Warszawa: Wydawnictwo W.A.B., 2011. ISBN 978-83-7414-922-8.
- Toussaint-Samat, Maguelonne. Historia stroju. Warszawa: Wydawnictwo W.A.B., 2011. ISBN 978-83-7747-532-4.
- Stuart, Tristram. Bezkrwawa rewolucja. Historia wegetarianizmu od 1600 roku do współczesności. Warszawa: Wydawnictwo W.A.B., 2011. ISBN 978-83-7747-533-1
- Elias, Norbert. O procesie cywilizacji. Warszawa: Wydawnictwo W.A.B., 2011. ISBN 978-83-7414-937-2.